# Австро-венгерская артиллерия

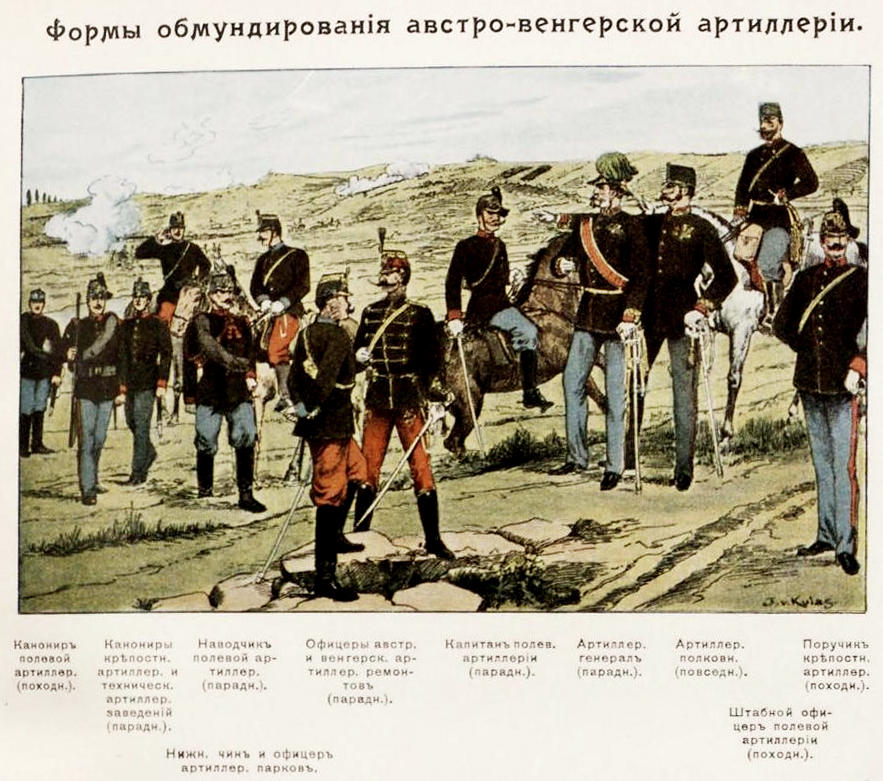
Форма одежды в австро-венгерской артиллерии.
(Иллюстрация из статьи «Австро-Венгрия»; ВЭС, 1898).

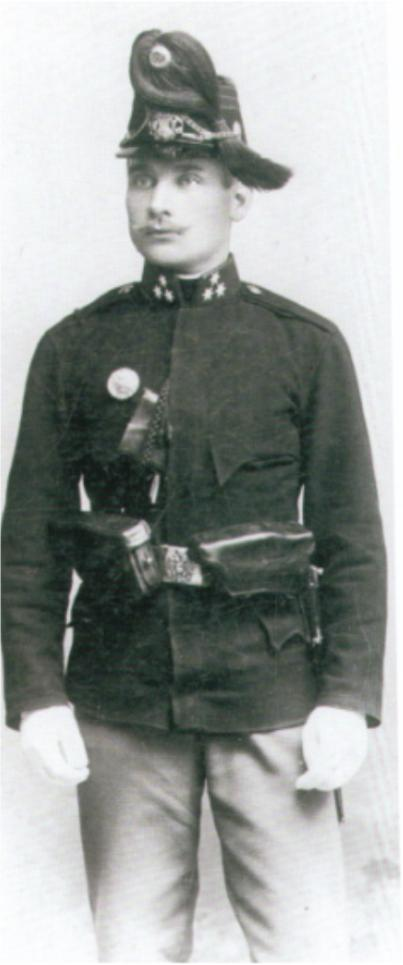
Австро-венгерский командир артиллерийского взвода на параде.

Австро-венгерская императорско-королевская артиллерия (нем. Österreichisch-Ungarische Artillerie) — составная часть Вооружённых сил Австро-Венгерской империи (нем. Österreichisch-Ungarische Landstreitkrafte).
На 1913 год в составе артиллерии было 40 артбригад и 10 отдельных дивизионов. В военное время численность в постоянной армии (общеимперской армии) нижних чинов артиллерии состояла из 84 022 человек.

## Структура
Артиллерия Военно-сухопутных сил Австро-Венгрии, на начало XX столетия, состояла из:
- артиллерии имперской (постоянной) армии;
- артиллерии Австрийского ландвера[1].

В мирное время артиллерия постоянной (имперской) армии не входила в состав дивизий и состояла. на конец XIX столетия, из:
- Полевой артиллерии (тяжёлой, лёгкой, конной, горной) которая делилась на 14 бригад, из коих каждая состояла из одного корпусного полка и двух отдельных тяжёлых дивизиона; всего же 78 дивизионов (14 тяжёлых, 14 лёгких, 8 конных, 14 уменьшенного состава и 28 отдельных) с 212 батареями (126 тяжёлых, 28 лёгких, 16 конных и 42 тяжёлых уменьшенного состава) и, кроме того, 12 горных батарей. При мобилизации общее число запряженных орудий с 844 увеличивается до 1 712 (1 344 тяжёлых, 224 лёгких, 96 конных и 48 горных)[2];
- Крепостной артиллерии состояла из 12 батальонов, при которых три (в военное время 6) горных батарей[2];
- Технической артиллерии (нем. Technische Artillerie) (артиллерийских арсеналов);
- Артиллерийских учебных заведений, полигонов.

## Полевая артиллерия
В австрийских формированиях артиллерии императорского и королевского ландвера полевая артиллерия состояла из восьми полков полевых пушек и восьми полков полевых гаубиц, а в королевском венгерском гонведе было восемь полков полевых пушек и один мобильный дивизион конной артиллерии.
Основным производителем полевых орудий с высокими техническими характеристиками была компания «Шкода» в Пльзене. Это позволило применять их без значительных модернизаций до конца Первой мировой войны, хотя из-за довоенной экономии к началу войны резерв орудий был довольно ограниченным. К полевой артиллерии относились:

### Пушки
- 8-см полевая пушка М.99[англ.]
- 8-см пушка М.5
- 8-см полевая пушка M. 17[англ.]
- 8-см полевая пушка М.18[англ.]
- 9-см полевая пушка M.75[англ.]
- 9-см полевая пушка M.75/96[англ.]
- 10,4-см пушка М.15[англ.]
- 15-см полевая пушка М.14
- 15-см полевая пушка М.15
- 15-см автопушка М.15/16[англ.]

### Гаубицы
- 10-см гаубица образца 1899 года — основная гаубица на начало Первой мировой
- 10-см полевая гаубица М.14
- 15-см тяжёлая полевая гаубица М.94[англ.]
- 15-см тяжёлая полевая гаубица М.14[англ.]
- 15-см тяжёлая полевая гаубица М.15

### Миномёты
- 8-см миномёт М.15[англ.]
- 9-см миномёт М.14[англ.]
- 9-см миномёт М.17[англ.]
- 10,5-см миномёт М.15[англ.]
- 14-см миномёт М.15[англ.]
- 12-см миномёт М.15
- 12-см миномёт М.16
- 15-см миномёт М.15 М. Е.
- 20-см тяжёлый миномёт М.16
- 22,5-см тяжёлый миномёт М.15
- 26-см тяжёлый миномёт М.17

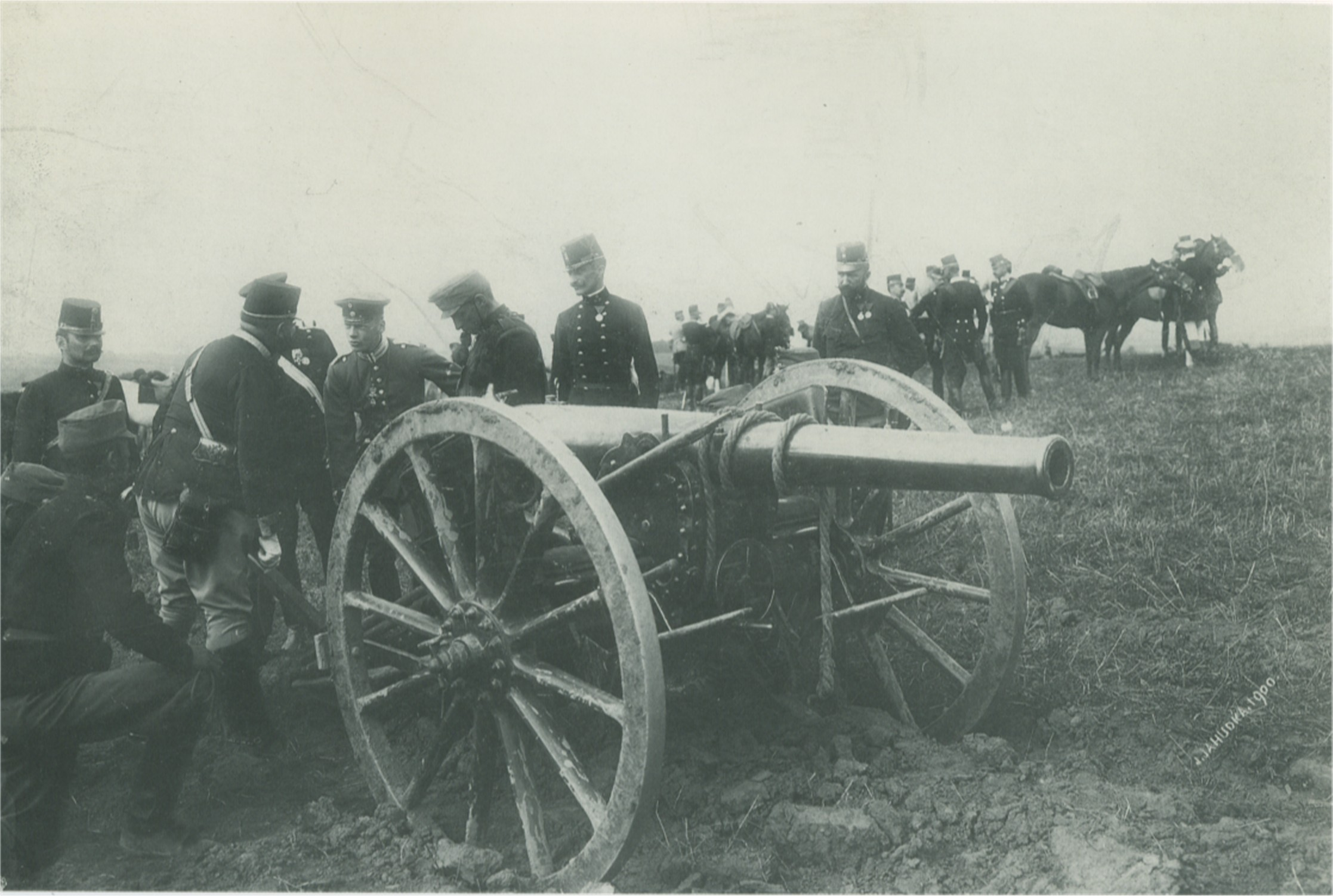
9-см полевая пушка М.75[англ.] на манёврах. 1900 год.
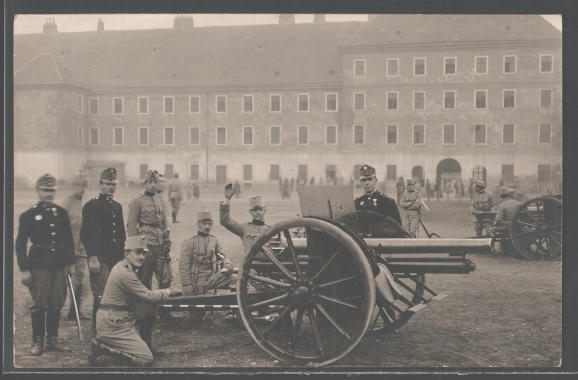
8-см полевая пушка М.5 на манёврах. 1908 год.
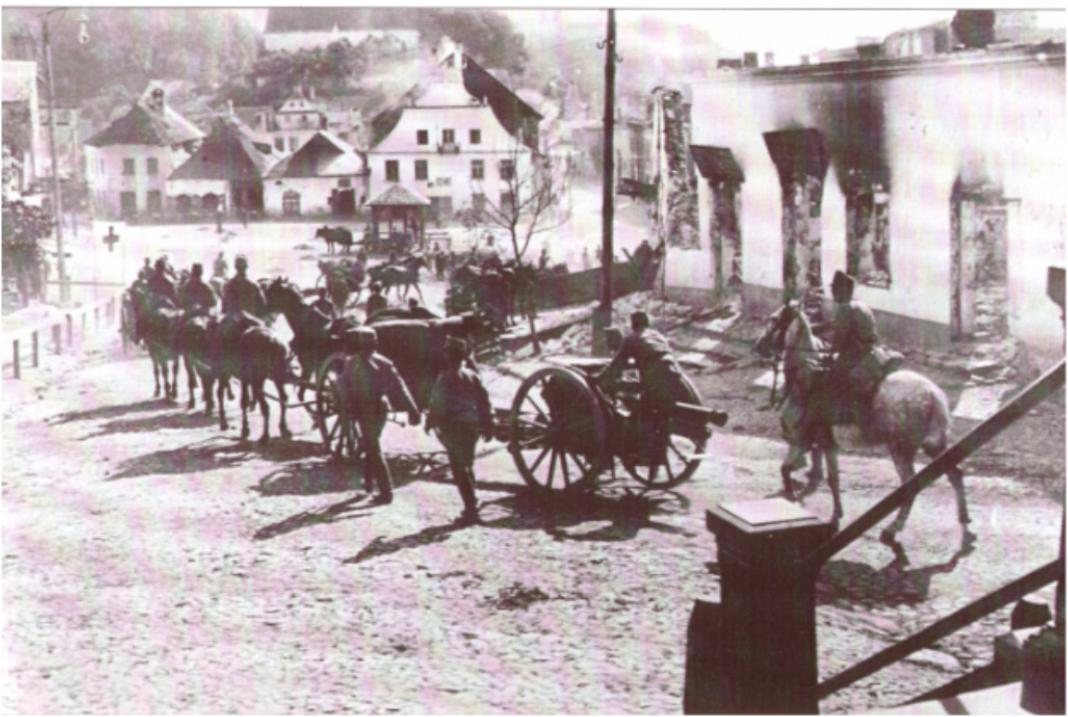
8-см полевая пушка на марше. Первая мировая.
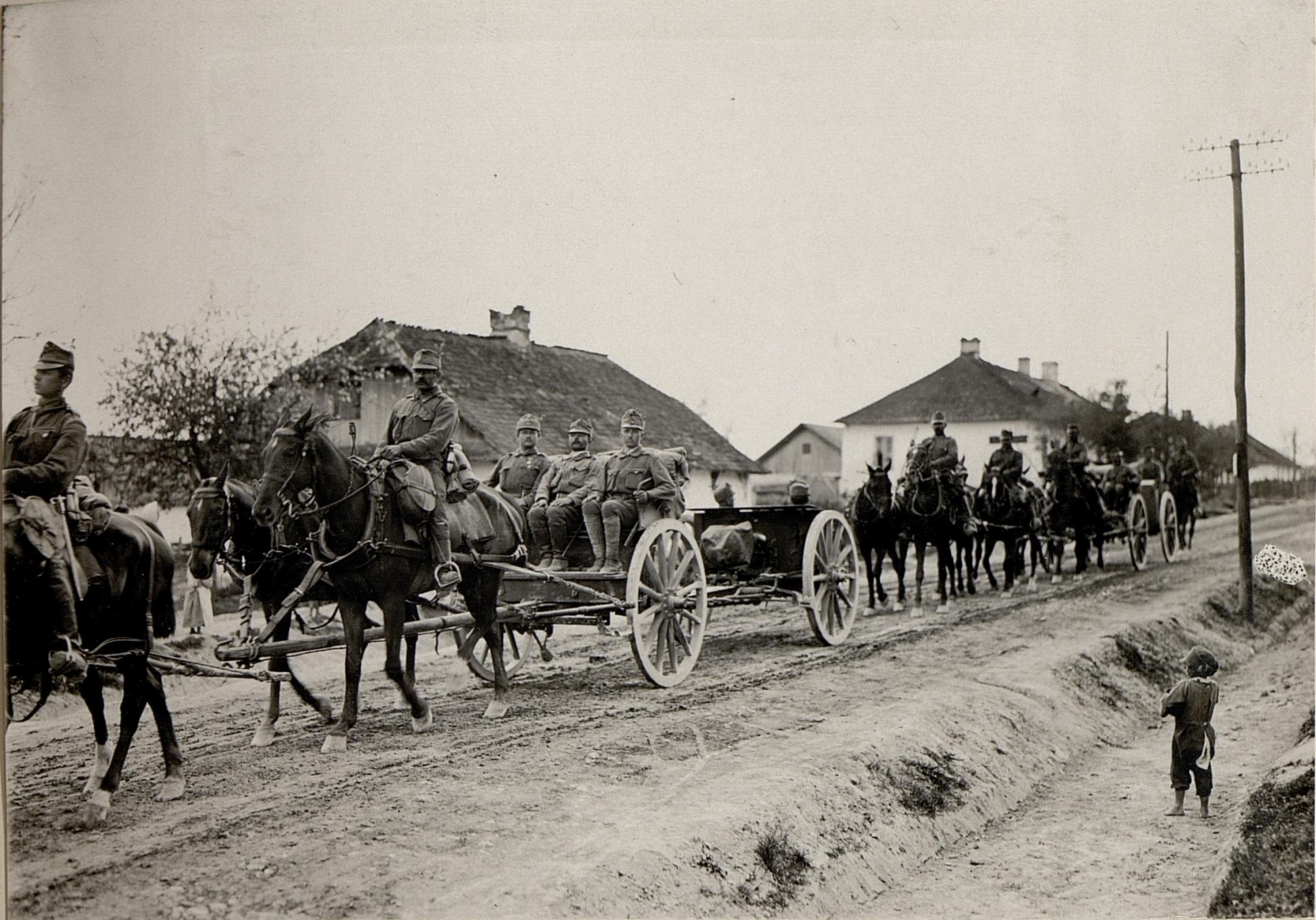
Полевая артиллерия на пути к позиции, Вена, Первая мировая война.

## Крепостная и осадной артиллерия
Крепостная артиллерия применялась на оборудованных позициях для защиты фортификаций во время вражеского наступления. В период войны на вооружение были приняты несколько новых типов тяжёлых орудий. К крепостной и осадной артиллерии относились: 

### Пушки
- 12-см пушка М.80[англ.],
- 15-см пушка М.80[англ.],
- 18-см короткая пушка М.80[англ.],
- 24-см пушка М.16[англ.],
- 35-см морская пушка L/45 M.16[англ.];

### Гаубицы, мортиры
- 15-см мортира М.80[англ.],
- 21-см мортира М.16/18[англ.],
- 24-см мортира М.98[англ.],
- 30,5-см мортира М.11,
- 30,5-см мортира М.16,
- 38-см гаубица М16[англ.],
- 42-см гаубица М.14, М.16, М.17.

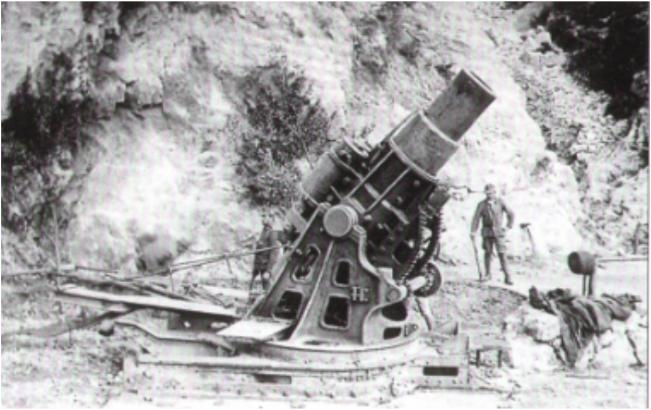
305-мм мортира. 1915 год.
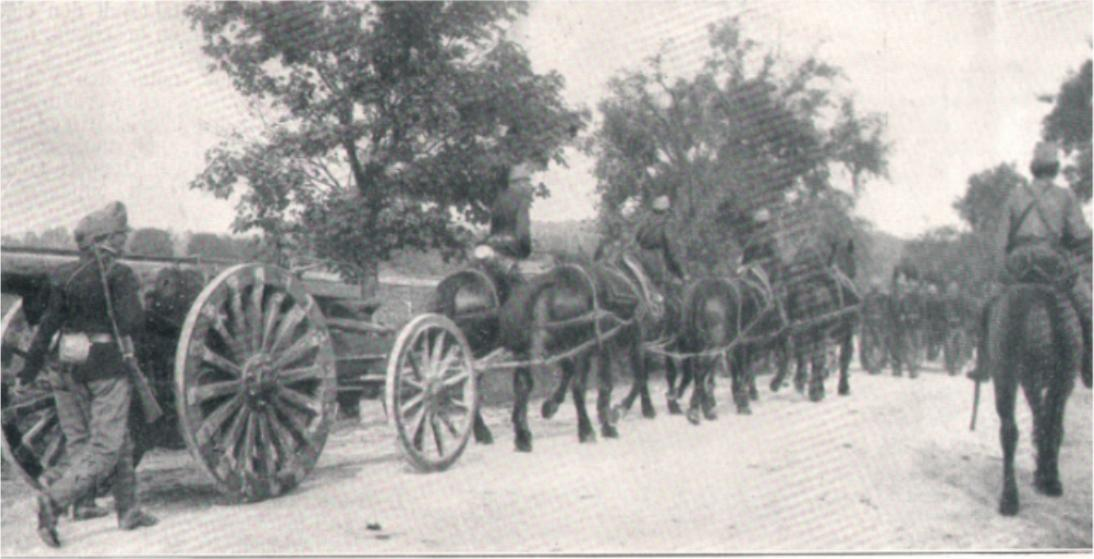
12-см осадная пушка М.80[англ.] на марше. Первая мировая.

## Горная артиллерия
Во время войны горная артиллерия была вооружена достаточно разнотипными орудиями. Значительная часть пушек была устаревшей, без компенсаторов отдачи. На Итальянском фронте в Восточных Альпах, в частности, ещё применялась бронзовая 65-мм горная пушка образца 1861 года.
К горной артиллерии относились:
- 65-мм горная пушка образца 1861 года,
- 7-см горное орудие М.99[англ.],
- 75-мм горное орудие М.15,
- 100-мм горная гаубица М.99[англ.],
- 100-мм горная гаубица М.8[англ.],
- 10-см горная гаубица М.16[англ.].

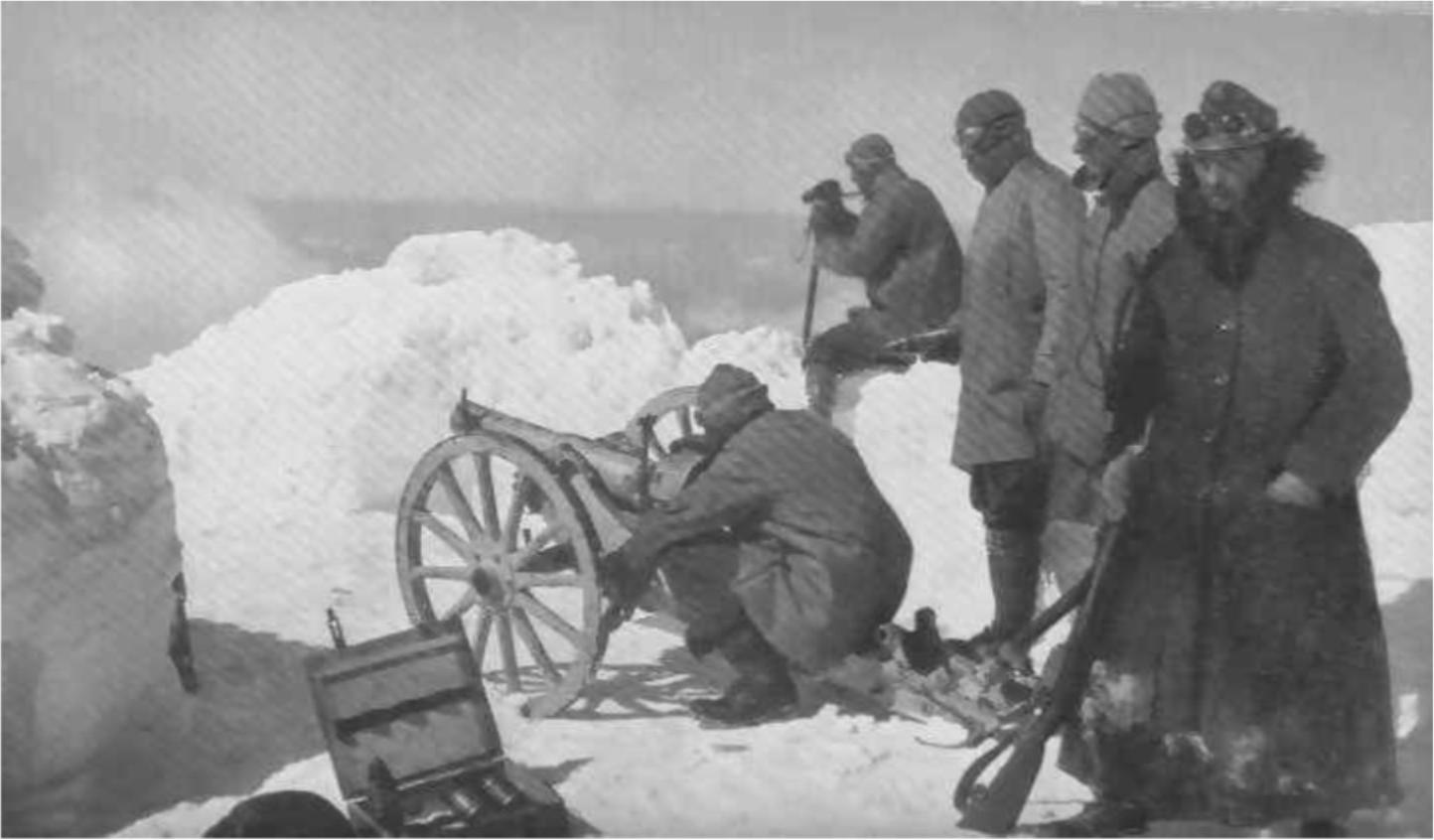
70-мм горная пушка М.99.
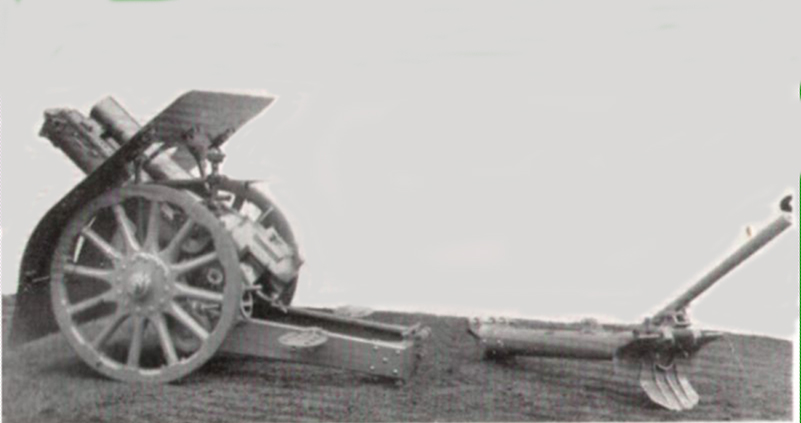
100-мм горная гаубица[англ.].

## Техническая артиллерия
Техническая артиллерия занималась теорией развития артиллерии, подготовкой артиллерийских инженеров. Они вырабатывали технические требования для разработки новых артиллерийских систем, материалов для пушечных стволов, взрывчатых веществ, порохов. Артиллерийский арсенал в Вене состоял из артиллерийской фабрики, склада для необходимых материалов, отдела подготовки специалистов производства и приёмной комиссии выпущенных орудий.
Фабрика амуниции и артиллерийского оборудования находилась в Нойштадте, фабрики пороха в Блюменау, Любляне.

## Артиллерийские полигоны
В период между 1874—1896 годами на артиллерийских полигонах проводились 4 — 6 недельные ускоренные курсы подготовки артиллеристов. С 1896 года начали проводить трёхмесячные курсы полевой артиллерии на полигонах близ городов: венгерского Тата, трансильванских Сибиу, Липова. В 1901 году военное министерство заложило новый центральный полигон на участке площадью 6 000 гектаров около венгерского Хаймашкера в комитате Веспрем с казармами для 250 офицеров, 2 200 солдат, 1 120 лошадей. Здесь испытывалась полевая и крепостная артиллерия.